# Skandagupta
Skandagupta († 467) byl vládce Guptovské říše, země na severu Indie. Bývá považován za posledního z velkých guptovských vládců. V době své vlády byl Skandagupta nucen čelit vpádu kmene Pušjamitrů, před kterými se nakonec dovedl úspěšně ubránit. Za jeho doby vlády však na Guptovskou říši začali ze severu najíždět Hefthalité neboli „Bílí Hunové“, v Indii známí jen jako „Hunové“. Kolem roku 455 se Skandaguptovi podařilo Bílé Huny porazit a na dlouhou dobu odrazit hrozbu jejich útoku. Říše však tehdy velmi utrpěla, začala ztrácet své výsadní postavení v severní Indii a pomalu upadat.
Skandagupta zemřel pravděpodobně v roce 467 a jeho nástupcem se stal jeho syn Púrugupta. Mezi hlavní prameny, které se o Skandaguptovi zmiňují, patří dobové mince a různé, většinou skalní nápisy.